# The Night Before (filme de 2015)
The Night Before (prt: A Última Noitada; bra: Sexo, Drogas e Jingle Bells) é um filme estadunidense de 2015, do gênero comédia dramática, dirigido por Jonathan Levine, com roteiro de Evan Goldberg, Kyle Hunter, Ariel Shaffir e do próprio diretor.

## Enredo
Em dezembro de 2001, Ethan Miller (Joseph Gordon-Levitt) perde seus pais em um acidente de carro. Desde aquela época, seus amigos Isaac Greenberg (Seth Rogen) e Chris Roberts (Anthony Mackie) passam a véspera de Natal com ele. Naquele dia, ao longo do caminho, os amigos descobrem o Quebra-Nozes, uma grande festa privada. Em 2015, os amigos decidem terminar a tradição. Chris tornou-se um famoso jogador de futebol, e Isaac é casado e tem um bebê a caminho. Ethan consegue convites para a festa secreta.

## Elenco
- Joseph Gordon-Levitt como Ethan Miller
- Seth Rogen como Isaac Greenberg
- Anthony Mackie como Chris Roberts
- Lizzy Caplan como Diana, a ex-namorada de Ethan
- Jillian Bell como Betsy Greenberg, a esposa de Isaac
- Michael Shannon[4] como Mr. Green
- Mindy Kaling como Sarah
- Lorraine Toussaint[5] como Mrs. Roberts, mãe de Chris
- Jason Mantzoukas como Papai Noel mal #1
- Jason Jones[6] como Papai Noel mal #2
- Ilana Glazer como Rebecca Grinch
- Nathan Fielder como Joshua
- Tracy Morgan como o narrador/Papai Noel
- Randall Park como o chefe de Ethan
- Helene York como Cindy
- Aaron Hill como Tommy Owens
- Baron Davis como ele mesmo
- James Franco como ele mesmo
- Miley Cyrus como ela mesma

## Produção

### Desenvolvimento
Em 10 de fevereiro de 2014, foi anunciado que Seth Rogen e Joseph Gordon-Levitt iriam se reunir no filme, depois de 50/50, o qual coestrelaram. Em 13 de maio, Anthony Mackie juntou-se ao elenco.

### Elenco
No dia 7 de agosto, Jillian Bell foi escolhida para o papel de Betsy, a esposa do personagem de Rogen . No dia 8 de agosto, Lizzy Caplan, se juntou ao elenco para interpretar Diana, um interesse amoroso do personagem de Gordon-Levitt .

### Filmagens
As filmagens começaram em 11 de agosto de 2014, na cidade de Nova York. Em 14 de agosto, com as filmagens aconteceram em torno da rua 112 e Broadway , em Nova York. Em 22 de agosto, Rogen foi flagrado filmando cenas fora de uma igreja em Manhattan. Em 5 de janeiro de 2015, as filmagens ocorreram em torno do Rockefeller Center, onde o elenco tirou algumas fotos da Árvore de Natal do Rockefeller Center.

## Lançamento
O filme foi originalmente programado para ser lançado em 11 de dezembro de 2015, mas a Sony mudou a data de lançamento para 25 de novembro de 2015, e, mais tarde, para 20 de novembro de 2015.

## Recepção crítica
No Rotten Tomatoes, o filme tem um índice de aprovação de 66%, com base em 137 avaliações e uma avaliação média de 6/10. No Metacritic, o filme tem uma pontuação de 58%, com base em 31 críticos, indicando "misto ou a média de revisões".